# شیدا سلیمانی
شیدا سلیمانی (متولد ۱۹۹۰) هنرمند چندرسانه ای، فعال اجتماعی و استاد ایرانی-آمریکایی است. وی بیشتر به خاطر کار خود در زمینه قربانیان نقض حقوق بشر در ایران و اظهارات صریح وی دربارهٔ رژیم ایران شناخته شده‌است. آثار وی گفتگوهایی را در زمینه عکاسی تابلوی «ساخته شده» و همچنین تقاطع‌های هنری و اعتراض ایجاد کرده‌اند.

## سنین جوانی
شیدا سلیمانی در سال ۱۹۹۰ در ایندیاناپولیس، ایندیانا به دنیا آمد و درسینسیناتی، اوهایو بزرگ شد. والدین او پناهندگان سیاسی هستند که در اوایل دهه ۱۹۸۰ و در جریان انقلاب ایران تحت تعقیب دولت ایران بودند. سلیمانی از تجربه شخصی خود به عنوان یک ایرانی بزرگ در آمریکا یاد کرده‌است و همین امر باعث شده او در سنین جوانی از «کلیشه‌های فرهنگ خاورمیانه توسط غرب» آگاه شود.
سلیمانی در سال ۲۰۱۲ مدرک کارشناسی هنرهای زیبا خود را در رشته عکاسی از دانشگاه سینسیناتی دریافت کرد. او تحصیلات خود را ادامه داد و مدرک کارشناسی ارشد هنرهای زیبا در عکاسی را از آکادمی هنر کرانبروک در سال ۲۰۱۵ دریافت کرد.

## حرفه
مضامین آثار هنری سلیمانی روابط بین افراد قدرتمند سیاسی، گروه‌ها، دولت‌ها و شرکت‌ها را مورد سؤال قرار می‌دهد. این آثار غالباً به عنوان عکس یا ویدئویی از تصویر صحنه ای نمایش داده می‌شود، سلیمانی از مواد مختلفی، از جمله، مجسمه‌سازی نرم «عروسک»، عکاسی، غرفه، ماسک و برش‌های چاپ دیجیتال در این آثار استفاده می‌کند
کار او در نمایشگاه‌ها و در نشریاتی مانند آرتفورم، نیویورک تایمز، هاف پست، اینترویو (مجله)، وایز (مجله) و غیره به رسمیت شناخته شده‌است.
سلیمانی در حال حاضر استادیار استودیو هنر در دانشگاه برندایس است. او قبلاً در دانشکده طراحی رود آیلند (RISD) تدریس می‌کرد.